# Julie Strain
Julie Strain (Concord, California, 18 de febrero de 1962 - 10 de enero de 2021) fue una modelo de revistas para adultos y actriz de reparto estadounidense. Fue Pet of the Month de la revista Penthouse en junio de 1991 y que posteriormente fue elegida Pet of the Year en 1993. Su papel actoral más reconocible fue como actriz de voz para el personaje Julie, la protagonista de Heavy Metal 2000.

## Primeros años
Strain nació en Concord, California. Graduada de Diablo Valley College, tenía una amplia experiencia atlética. Más tarde se mudó a Las Vegas y luego a Hollywood, California.

## Carrera profesional
Julie Strain fue Pet of the Month de la revista Penthouse en junio de 1991 y Penthouse del año en 1993.
Con más de 100 películas en su haber, Strain fue apodada la "Reina de las películas B". Modeló para muchos artistas de cómics, incluidos Simon Bisley, Milo Manara y Kevin Eastman, con quien más tarde se casaría. Su imagen también se utilizó en animación. Prestó su voz para el personaje principal de la película animada Heavy Metal 2000 y fue modelo base para el videojuego de disparos en tercera persona vinculado, Heavy Metal: F.A.K.K. 2. Fue panelista invitada frecuente en convenciones de cómics tales como San Diego Comic-Con.
En 1997, Heavy Metal publicó la autobiografía de Strain, Six Foot One and Worth the Climb. Estaba profusamente ilustrado con fotografías de su carrera cinematográfica y como modelo, además de pinturas de los artistas Boris Vallejo, Julie Bell y Olivia De Berardinis.
Strain se hizo muy popular por su intervención en el programa Sex Court, en el canal para adultos Playboy TV.

## Vida personal y fallecimiento
Strain medía 1,85 m de altura. Desde 1995 hasta 2006 estuvo casada con Kevin Eastman, cocreador de Teenage Mutant Ninja Turtles. Eastman coprotagonizó varias de las películas de Strain, como Day of the Warrior y L.E.T.H.A.L. Ladies: Return to Savage Beach.
Gran parte de los recuerdos de Strain sobre su juventud se perdieron debido a la amnesia retrógrada, debido a una lesión en la cabeza que sufrió por una caída cuando estaba en sus 20 años.
En noviembre de 2018, su novio Dave Gram anunció públicamente que la actriz se encontraba en las últimas etapas de la demencia, la cual se cree que fue el resultado aquella caída suya y estaba recibiendo cuidados paliativos en su hogar. Sus amigos y familiares reportaron su fallecimiento el 10 de enero de 2021, a los cincuenta y ocho años.

## Filmografía parcial
| Año  | Filme                                                | Role                                             | Otras notas |
| ---- | ---------------------------------------------------- | ------------------------------------------------ | --- |
| 1990 | Repossessed                                          | Aeróbica / Chica desnuda en el vestuario         | Sin acreditar |
| 1991 | Midnight Heat                                        | Chica del desayuno de Carl / estatuilla de plata | También conocida como Sunset Heat |
| 1991 | Out for Justice                                      | Roxanne Ford                                     | |
| 1991 | Double Impact                                        | Estudiante                                       | |
| 1992 | Soulmates                                            | Mujer bonita                                     | También conocida como Blood Love (título en VHS para Reino Unido) o Evil Lives (título en VHS para EE. UU.)                              |
| 1992 | Kuffs                                                | Chica de Kane                                    | |
| 1992 | Mirror Images                                        | Gina Kaye                                        | |
| 1992 | Witchcraft IV: The Virgin Heart                      | Belladonna                                       | |
| 1992 | Night Rhythms                                        | Linda                                            | |
| 1993 | Love Bites                                           | Jogger fememina                                  | También conocida como Love Bites: The Reluctant Vampire en EE. UU.                                                                       |
| 1993 | Psycho Cop Returns                                   | Stephanie                                        | También conocida como Psycho Cop 2 (título en la portada VHS para EE. UU.)                                                               |
| 1993 | Enemy Gold                                           | Jewel Panther                                    | |
| 1993 | The Unnamable II: The Statement of Randolph Carter   | La criatura                                      | También conocida como H.P. Lovecraft's The Unnamable Returns o The Unnamable Returns                                                     |
| 1993 | Love Is Like That                                    | Amber                                            | También conocida como Bad Love o Wild Angel                                                                                              |
| 1993 | Fit to Kill                                          | Blu Steele                                       | |
| 1993 | Teasers                                              | Diva                                             | |
| 1994 | Play Time                                            | Sheraton                                         | |
| 1994 | The Devil's Pet                                      | Reina de Lost Island                             | |
| 1994 | Naked Gun 33 1⁄3: The Final Insult                   | Dominatrix                                       | |
| 1994 | Beverly Hills Cop III                                | Chica del Annihilator #2                         | |
| 1994 | Infernal Soldiers                                    | Tess                                             | También conocida como The Mosaic Project (título en VHS)                                                                                 |
| 1994 | The Dallas Connection                                | Viuda Negra                                      | |
| 1994 | Baywatch                                             | Windsurfer                                       | (sin acreditar); Episodio: Red Wind / también conocida como Baywatch Hawaii (título nuevo para EE. UU.)                                  |
| 1995 | Takin' It Off Out West                               | Mary 'Mad Mary'                                  | |
| 1995 | Big Sister 2000                                      | Interrogadora                                    | |
| 1995 | Starstruck                                           | Johanna                                          | |
| 1995 | Blonde Heaven                                        | Illyana                                          | También conocida como Morgana (título en DVD para EE. UU.) o Morganna (título en VHS para EE. UU.)                                       |
| 1995 | Johnny Mnemonic: The Interactive Action Movie        | Chica linda                                      | |
| 1995 | Temptress II                                         | Erica Barnes                                     | También conocida como Sorceress |
| 1995 | Victim of Desire                                     | Linda Hammond                                    | También conocida como Implicated |
| 1995 | Midnight Confessions                                 | Mariana                                          | También conocida como Voices of Seduction (título en VHS para Reino Unido)                                                               |
| 1995 | Virtual Desire                                       | Sascha                                           | |
| 1996 | Squanderers                                          | Jill                                             | También conocida como Money to Burn |
| 1996 | Sorceress II: The Temptress                          | Tara Coventry                                    | También conocida como Legion of Evil: Sorceress II (t{itulo DVD para Reino Unido) o Sorceress 2 (título corto en EE. UU.)                |
| 1996 | Day of the Warrior                                   | Willow Black                                     | También conocida como L.E.T.H.A.L. Ladies: Day of the Warrior                                                                            |
| 1996 | Hollywood: The Movie                                 | Dora                                             | |
| 1996 | Red Line                                             | Crystal                                          | |
| 1997 | The Last Road                                        | Maggie                                           | También conocida como SpeedWay (título en VHS para EE. UU.)                                                                              |
| 1997 | Hollywood Cops                                       | Madam Fortune Stella                             | |
| 1997 | Busted                                               | Annette                                          | |
| 1997 | Bikini Hotel                                         | Raquel                                           | |
| 1997 | Guns of El Chupacabra                                | Reina B                                          | |
| 1997 | Lethal Seduction                                     | Holly                                            | También conocida como Lethal Betrayal |
| 1998 | Masseuse 3                                           | Sascha                                           | También conocida como Indiscretions (título alternativo en EE. UU.)                                                                      |
| 1998 | L.E.T.H.A.L. Ladies: Return to Savage Beach          | Willow Black                                     | |
| 1998 | Armageddon Boulevard                                 | Queen Bee                                        | |
| 1998 | Sex Court (serie de televisión)                      | Juez Julie                                       | |
| 1999 | Ride with the Devil                                  | La Tentadora                                     | |
| 1999 | Wasteland Justice                                    | Raven                                            | |
| 1999 | Desirable Liaisons (serie de televisión)             | Cnel. Fedorova                                   | |
| 1999 | Bloodthirsty                                         | Roommate nueva / narradora                       | También conocida como Blood Thirsty (título de portada VHS para EE. UU.)                                                                 |
| 1999 | Captain Jackson (serie de televisión)                | Mamá robot                                       | |
| 2000 | The Independent                                      | Sra. Kevorkian                                   | |
| 2000 | Heavy Metal 2000                                     | Julie (voz)                                      | Heavy Metal F.A.K.K.2 (título en Alemania)                                                                                               |
| 2000 | The Rowdy Girls                                      | Mick                                             | |
| 2000 | The Bare Wench Project                               | The Bare Wench                                   | |
| 2000 | Heavy Metal: F.A.K.K. 2                              | Julie (voz)                                      | Videojuego |
| 2000 | Centerfold Coeds: Girlfriends                        | Srta. Hardy                                      | |
| 2001 | Sex Court: The Movie                                 | Juez Julie                                       | |
| 2001 | The Bare Wench Project 2: Scared Topless             | The Bare Wench                                   | También conocida como Bare Wench 2: Book of Babes (EE. UU.) o Book of Babes: Bare Wench 2 (título de portada VHS para EE. UU.)           |
| 2001 | BattleQueen 2020                                     | Gayle                                            | También conocida como Battle Queen 2020 (EE. UU.)                                                                                        |
| 2001 | The Man Show (serie de televisión)                   | Stripper                                         | Episodio: Sperm Bank |
| 2001 | How to Make a Monster                                | Ella misma                                       | |
| 2002 | God Squad!                                           | Julie                                            | |
| 2002 | Thirteen Erotic Ghosts                               | Baronesa Lucrezia                                | |
| 2002 | .com for Murder                                      | Bailarina exótica                                | |
| 2002 | Planet of the Erotic Ape                             | (desconocido)                                    | También conocida como Babes in Kongland o World of the Erotic Ape (títulos alternativos en DVD para EE. UU.)                             |
| 2002 | BabeWatch: Dream Dolls                               |                                                  | |
| 2002 | The Bare Wench Project 3: Nymphs of Mystery Mountain | The Bare Wench                                   | También conocida como Bare Wench III: The Path of the Wicked (EE. UU.) o Bare Wench: The Path of the Wicked (título en DVD para EE. UU.) |
| 2002 | Bleed                                                | Linda                                            | |
| 2003 | HorrorTales.666                                      | (desconocido)                                    | |
| 2003 | Baberellas                                           | Coochinota                                       | |
| 2003 | Birth Rite                                           | Sra. Carlson                                     | |
| 2003 | Zombiegeddon                                         | Despachadora                                     | |
| 2003 | Delta Delta Die!                                     | Marilyn Fitch                                    | |
| 2003 | Rock n' Roll Cops 2: The Adventure Begins            | Stella                                           | También conocida como The Rock n' Roll Cops (título en DVD para EE. UU.)                                                                 |
| 2003 | Bare Wench Project: Uncensored                       | The Bare Wench                                   | |
| 2004 | Tales from the Crapper                               | Ivanna Dance / Samantha                          | |
| 2005 | Bare Wench: The Final Chapter                        | The Bare Wench                                   | |
| 2005 | Azira: Blood from the Sand                           | Azira                                            | |
| 2005 | No Pain, No Gain                                     | Diosa de la playa amazónica                      | |
| 2005 | Exterminator City                                    | (desconocido)                                    | |
| 2007 | Chantal                                              | Sinister Model                                   | |
| 2007 | Hollywood Scream Queens                              | Ella misma                                       | |
| 2008 | Magus                                                | Madame Zelda                                     | |
| 2009 | Space Girls in Beverly Hills                         | Reina Ziba                                       | Rol final en películas |